# Antoni i Cleòpatra (pel·lícula del 1972)

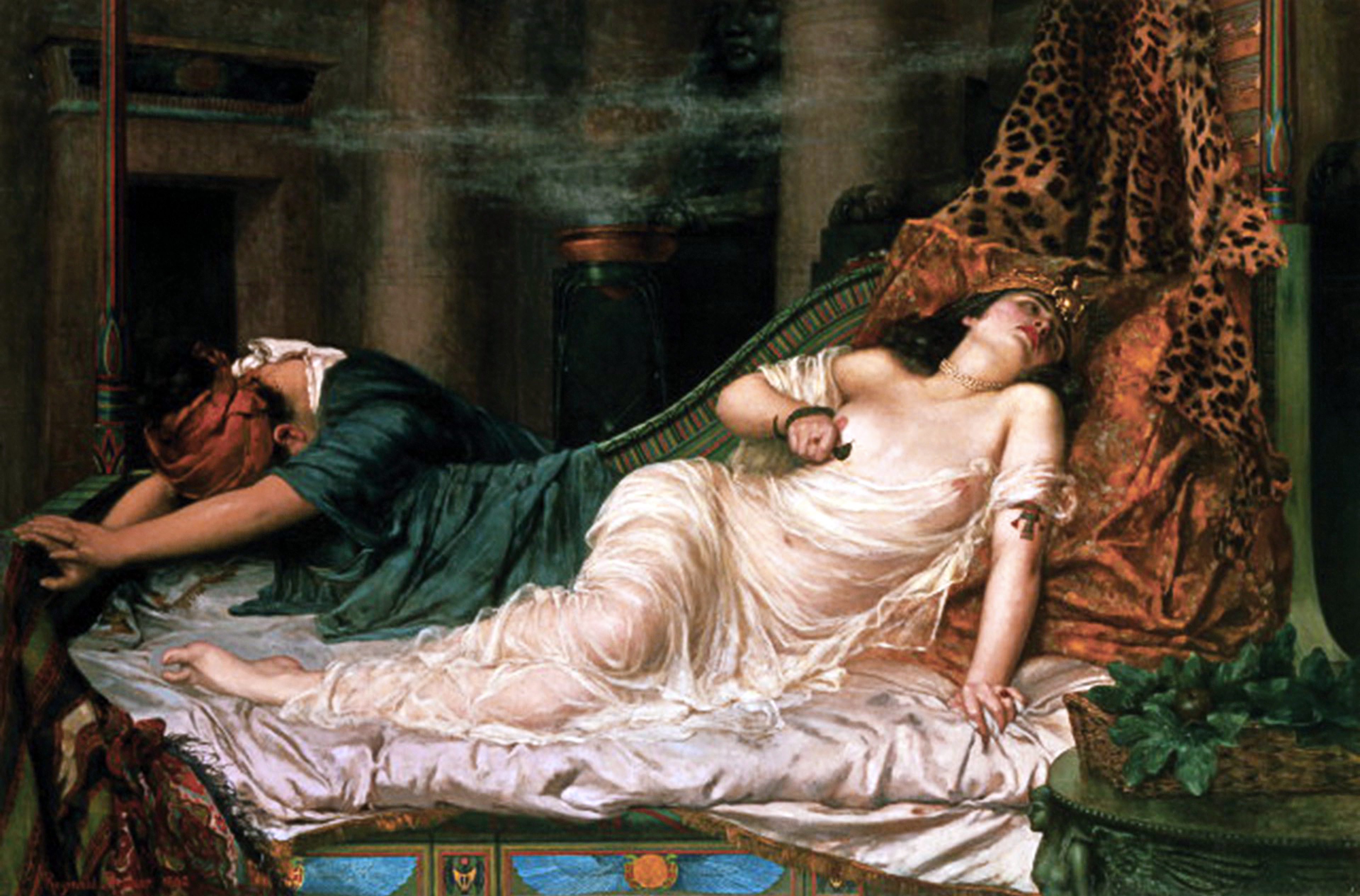
La mort de Cleòpatra VII, obra d'Arthur Reginald Smith. Artistes de totes les disciplines han fet obres sobre la faraona egípcia.

Antoni i Cleòpatra (títol original en anglès: Antony and Cleopatra) és una adaptació cinematogràfica de 1972 de l'obra del mateix nom de William Shakespeare, dirigida i protagonitzada per Charlton Heston, i realitzada per Rank Organisation. Heston i Hildegarde Neil representen els papers titulars de Marc Antoni i Cleòpatra, amb un repartiment amb Eric Porter, John Castle, Fernando Rey, Carmen Sevilla, Freddie Jones, Peter Arne, Douglas Wilmer, Julian Glover i Roger Delgado. La imatge va ser produïda per Peter Snell a partir d'un guió de Federico De Urrutia i el director.

## Repartiment
- Charlton Heston com Marc Antoni
- Hildegarde Neil com Cleòpatra
- Eric Porter com Enobarb
- John Castle com Octavi Cèsar
- Fernando Rey com Lèpid
- Carmen Sevilla com Octàvia
- Freddie Jones com Pompeu
- Peter Arne com Menes
- Douglas Wilmer com Agripa
- Roger Delgado com endeví
- Julian Glover com Proculeu

## Producció
Els distribuïdors a 21 països van aportar el 65% del pressupost d'US$ 1.8 milions (que en realitat va ser de US$ 2.7 milions, però (Heston i Snell van ajornar les seves tarifes). Un banc va dipositar el 35% restant. Heston va demanar a Orson Welles que dirigís, però Welles ho va rebutjar, per la qual cosa va decidir fer-ho ell mateix.
La pel·lícula va ser rodada a Espanya. Heston va reutilitzar les imatges sobrants de la batalla naval de la seva pel·lícula Ben Hur de 1959.